# 广义相对论的实验验证
1915年廣義相對論最初被發表之時，並沒有得到穩固的實驗證據支持，已知道的是它正確地解釋了水星近日點的反常進動，並且在哲學層面，它令人滿意地結合了艾薩克·牛頓的萬有引力定律和阿爾伯特·愛因斯坦的狹義相對論。1919年，光波在引力場中的軌跡被發現似乎會彎曲，正如廣義相對論所預測；但一直要等到1959年，一系列精確度實驗才開始進行，從而準確地檢驗了許多廣義相對論在弱引力場極限中的預測，並大大降低了理論於現實偏差的可能性。1974年起，拉塞爾·赫爾斯、約瑟夫·泰勒等人研究脈沖雙星的物理行為，其所受到的引力比在太陽系之中要大得多。無論是太陽系中的弱引力場極限，或是脈衝星系統中更強的引力場，廣義相對論的預測已有相當優良的實驗證據。

## 古典實驗
愛因斯坦在1916年提出了三個檢驗廣義相對論的實驗，後來被稱作“古典廣義相對論實驗”：
1. 水星軌道近日點的進動
2. 光波在太陽附近的偏折
3. 光波的重力紅移

### 水星軌道近日點的進動

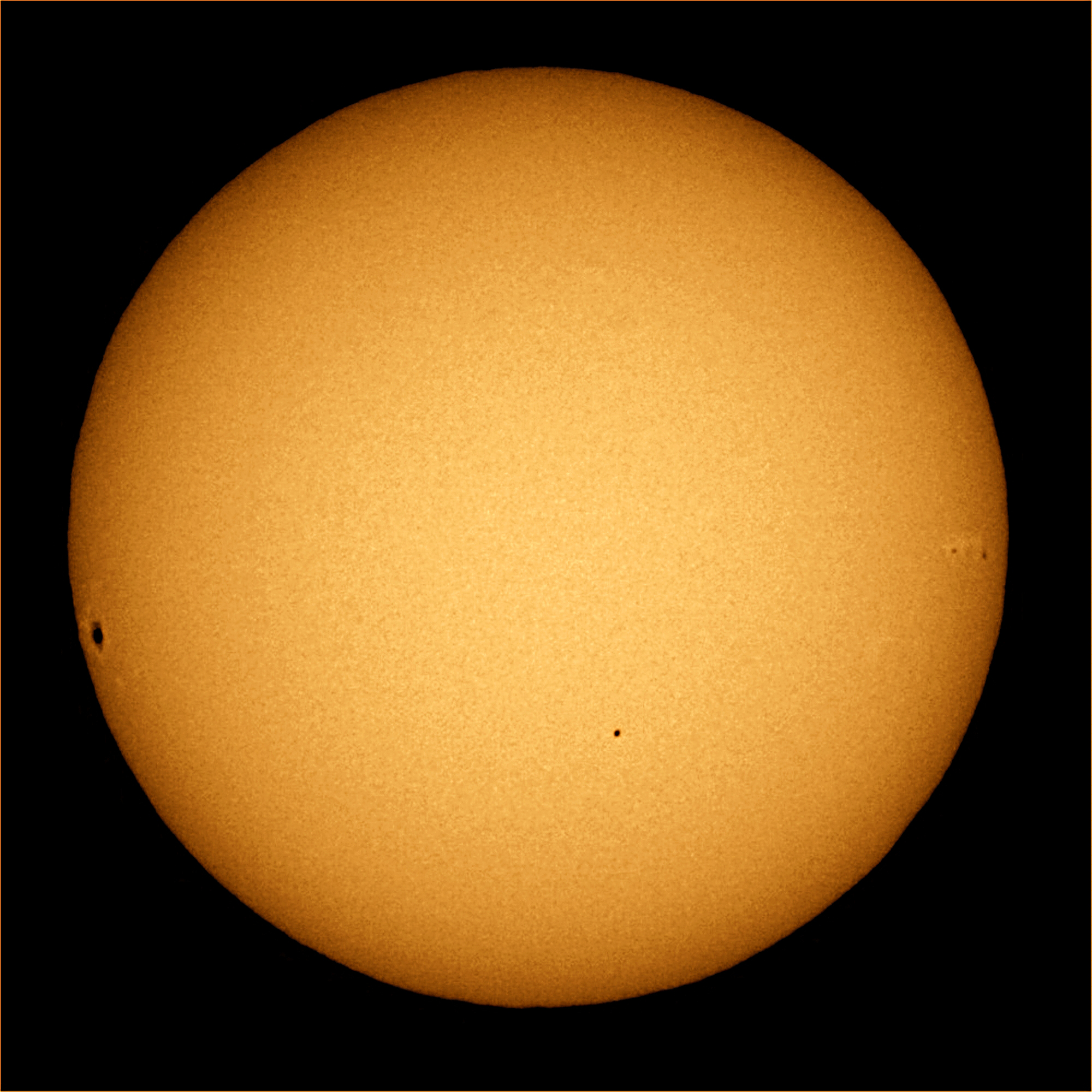
2006年11月8日發生的水星凌日。画面中部偏下的小黑点是水星，左边较大的一个黑点和右边的两个黑点是太阳黑子

在牛頓物理中，一個獨立天體圍繞一個帶質量球體公轉時，這二体系統會描繪出一個橢圓，帶質量球體位於橢圓的焦點。兩個天體最接近的那一點為近心點（圍繞太陽的近心點為近日點），其位置固定。在太陽系中有若干效應導致行星的近日點有進動，圍繞著太陽公轉。這主要是因爲行星不斷對其他行星進行軌道上的攝動。另一個效應是因爲太陽的扁橢球形狀，但這只造成很小的影響。
水星的實際軌跡和牛頓動力學所預測的有所偏差。水星軌道近日點的反常進動率最先於1859年由于尔班·勒威耶在一個天體力學問題中發現。他分析了從1697年至1848年的水星凌日的時間紀錄，並發現計算出的進動每100回歸年便會和牛頓理論預測的相差38弧秒（之後重新估計為43弧秒）。解釋這偏差的一些論述通常都會帶來更多的問題，最終都不能被學術界接受。廣義相對論中，引力是由時空的彎曲造成的。這機制能夠解釋橢圓形軌道為甚麼會在軌道平面上改變取向，從而造成近日點的進動。愛因斯坦證明了廣義相對論預測出的數值完全符合觀測所得的近日點位移數值。這個有力的證據促使了廣義相對論被學術界接受。
過去對行星軌道的測量都是用傳統望遠鏡進行的，今天，用雷達能夠給出更準確的測量。水星的總共進動率為每100年574.10±0.65弧秒，參照系為國際天球參照系（International Celestial Reference Frame）。進動有以下幾個來源：
| 程度（弧秒每100儒略年） | 原因                       |
| ----------------------- | -------------------------- |
| 531.63 ±0.69            | 其餘行星的引力牽扯         |
| 0.0254                  | 太陽的扁橢球形狀（四極矩） |
| 42.98 ±0.04             | 廣義相對論                 |
| 574.64±0.69             | 總進動                     |
| 574.10±0.65             | 觀測                       |

42.98"的修正是利用後牛頓形式論參數（post-Newtonian formalism parameter）為{\displaystyle \gamma =\beta =0}時所預測的3/2倍。
因此這效應完全能夠由廣義相對論來解釋。近期根據更精確測量進行的計算也沒有動搖這一點。
其他行星也會呈近日點進動，但由於距離太陽更遠，公轉週期也較長，其進動率較低，在水星進動實驗之後很久，才被做實驗準確地觀察到。例如，廣義相對論所造成的地球軌道近日點位移為每100年3.84弧秒，金星的則為8.62弧秒。兩者均與實驗觀測相符。脈衝雙星系統的近拱點位移已被測量，其中PSR 1913+16每年進動4.2º。這些數據都符合廣義相對論。在非超高密度恆星的雙星系統中也能夠測量近拱點位移。然而，這些情況中的古典力學效應是很難預測的，例如：我們必須先知道恆星的自轉傾角，但這是很難直接觀測到的。因此，武仙座DI（DI Herculis）等系統被認為是廣義相對論的可能反證之一。

### 光波在太陽附近的偏折

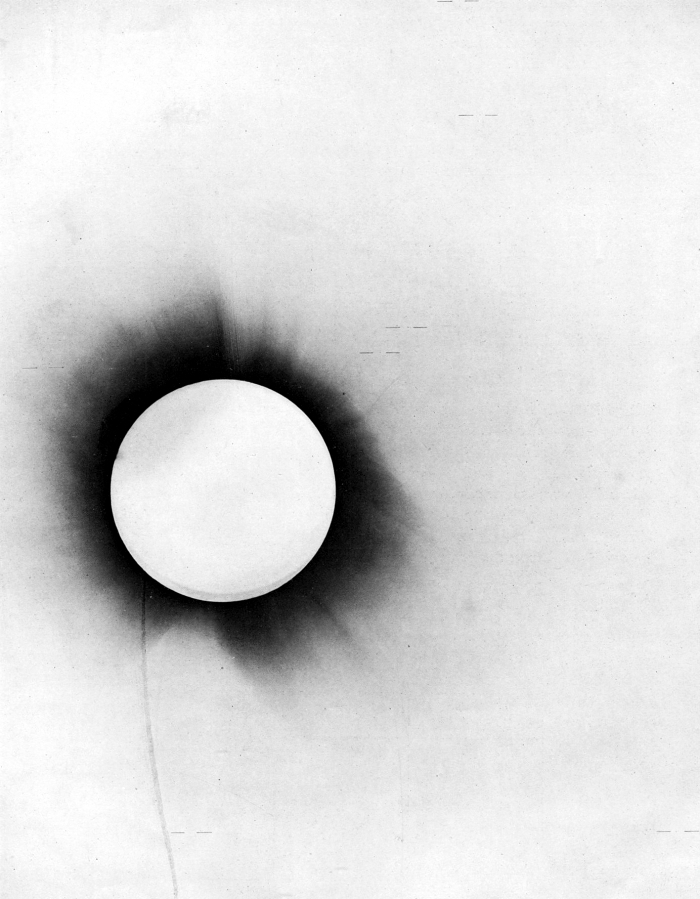
亚瑟·爱丁顿爵士拍攝的1919年日食照片，1920年刊登於他的論文當中，並且宣布日食實驗成功

亨利·卡文迪什及约翰·冯·索尔德纳（Johann Von Soldner）分別於1784年（在未發佈的手稿中）及1801年（於1804年發佈）指出，牛頓引力預測星光經過大質量天體時會被彎曲。愛因斯坦於1911年只利用等效原理計算出與索爾德納相同的數值。不過，愛因斯坦在1915年完成廣義相對論時表示，他之前計算獲得的（以及索爾德納的）數值只是正確值的一半。愛因斯坦成了第一位正確計算出光線彎曲的物理學者。
通過比較背景恆星在接近太陽時的位置，可以測量光線的彎曲。該實驗於1919年由亚瑟·爱丁顿爵士等人合作進行，時值日全食，因此能夠觀察到太陽附近的星星。同樣的觀測同時在巴西塞阿腊及非洲西岸的圣多美和普林西比進行。實驗結果在當時被算作大新聞，並被刊登在各大報章的頭版。愛因斯坦及其廣義相對論因此舉世聞名。當其助手問他，如果愛丁頓在1919年沒有證實廣義相對論的話，他會如何反應時，愛因斯坦說了著名的一句話：「我會為親愛的上帝感到遺憾。不管怎樣理論都還是正確的。」
最初的準確度非常低。有些學者批評有系統誤差（systematic error）和確認偏誤的存在，然而之後對原始數據的重新分析指出，愛丁頓的分析是正確的。1922年日全食發生時，利克天文台重複進行了測量，得出的結果與1919年的相符。其後共進行了多次重複的實驗，其中較著名的一次由德州大學於1973年進行。在之後幾乎50年內，測量誤差仍然無法減小，直到開始採用無線電波頻率進行觀測。到1960年代終於證實了光線彎曲的程度完全符合廣義相對論的預測，而非該數值的一半。愛因斯坦環便是來自遙遠星系光波被較近天體偏折後的結果。

### 光波的重力紅移

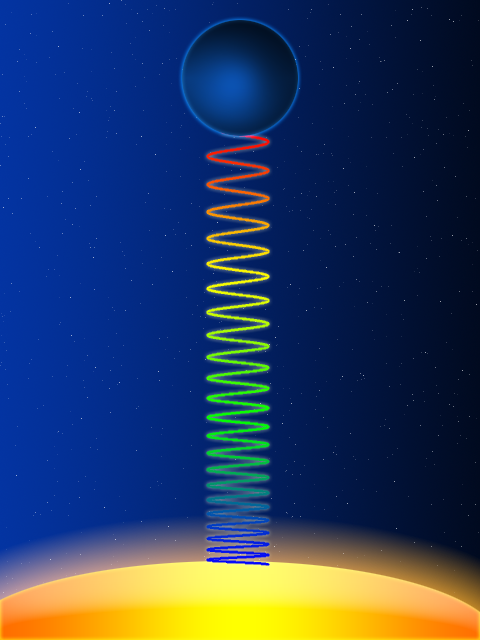
當光波逆著重力場（由黃色恆星生成）傳播時，會發生紅移——從藍色偏到紅色。

愛因斯坦在1907年從等效原理推導出光的重力紅移效應，然而實際的天體物理學觀測卻很難進行（見下）。雖然沃尔特·亚当斯在1925已量度了這一效應，但要到龐德-雷布卡實驗（Pound–Rebka experiment）於1959年利用極為敏感的穆斯堡尔效应測量位於哈佛大學傑弗遜塔頂部和底部的兩個輻射源的相對紅移，才確切證實了重力紅移效應。實驗結果完美地驗證了廣義相對論。這是第一次使用精確測量手法去證實廣義相對論的實驗。

## 現代實驗
羅伯特·狄克（Robert Dicke）和列納德·希夫（Leonard Schiff）分別各自提出測試廣義相對論的框架，為廣義相對論實驗的新時代貢獻出棉薄之力。他們強調不但要做古典實驗，而且要做零實驗，還要測試在某重力理論中按原則應會發生，而在廣義相對論中卻不會發生的一些效應。其他重要的理論發展包括創建廣義相對論的替代理論，特別是如布兰斯-狄克理論（Brans-Dicke theory）等的纯量-张量理论（scalar-tensor theory），包括能夠將對於廣義相對論的偏差加以定量的參數化後牛頓形式論（parameterized post-Newtonian formalism）以及等效原理框架。
在太空探索、電子學和凝聚態物理學的新進展也促發了更多的精確實驗，譬如龐德-雷布卡實驗、激光干涉法以及月球激光測距等。

### 後牛頓重力實驗
早期檢驗廣義相對論的實驗遭遇到的一大困擾是缺乏可行的競爭理論，物理學者不清楚甚麼實驗可以分辨廣義相對論和其他理論的不同。當時，廣義相對論是唯一能夠同時兼容狹義相對論和實驗觀測的相對論性理論，它還是個極為精簡的理論。1960年，布兰斯-狄克理論的發表終止了這局面。這理論在某種程度上更為精簡，不存在具有量綱的物理量，並且兼容馬赫原理的一個版本及狄拉克大數假說，這兩種哲學思想在相對論歷史中舉足輕重。最終這引致肯尼斯·諾特維特（Kenneth Nordvedt）和克里福·威爾（Clifford Will）發展出參數化後牛頓形式論，該形式論以10個可變參數來參數化所有對於牛頓萬有引力定律的可能偏差，取至移動物體速度的1次方（即取至 {\displaystyle v/c} 的1次方，其中 {\displaystyle v} 為物體速度，{\displaystyle c} 為光速）。在弱引力場中慢速移動物體的對於廣義相對論的可能偏差，可以用這種近似法幫助做有系統地分析。許多研究努力約束後牛頓參數，今天的對於廣義相對論的可能偏差已被嚴格減小。
測量重力透鏡效應和光波延時效應的實驗涉及到愛丁頓參數 {\displaystyle \gamma } ，它參數化光波傳播於引力場所產生的偏折。在廣義相對論中，它的數值為1，而在其他理論（如布兰斯-狄克理論）中則有不同的數值。它是10個參數中被最佳約束的一個。但還有其他實驗分別能夠約束別的參數，這包括精確觀測水星近日點位移，或測試強等效原理。
贝皮-哥伦布（BepiColombo）任務的一個目標便是高準確度測量 {\displaystyle \gamma } 和 {\displaystyle \beta } 這兩個後牛頓參數，從而驗證廣義相對論。

### 重力透鏡

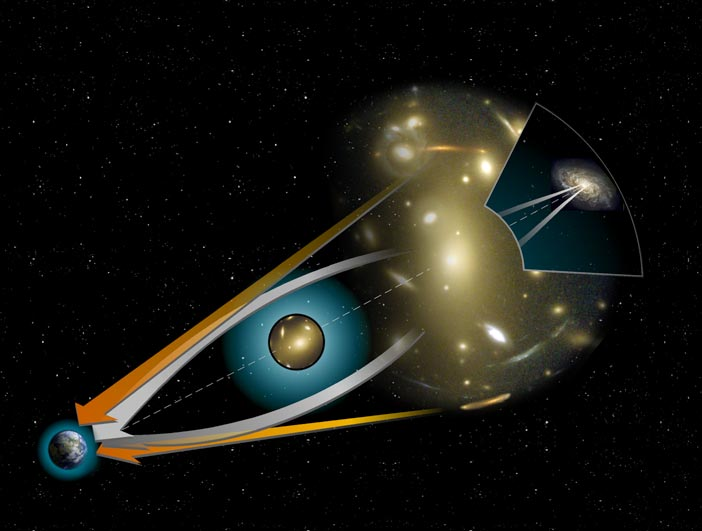
從遙遠光源發射出的光波，經過大質量天體附近時，會被其引力場偏折。橘色箭透露出光源的表觀位置；白色箭透露出光源的真實位置。

重力透鏡是檢驗廣義相對論最重要的實驗之一。這現象已在遙遠天體中被觀察到，但是其對廣義相對論的約束細節至今仍不清楚。最為精確的實驗與愛丁頓的1919年實驗基本相似──測量來自遙遠天體的光波被太陽偏折的程度。射電源是能夠被最準確分析的一種輻射源，特別而言，有些類星體是非常強勁的輻射源。根據瑞利準則，望遠鏡對光源方向的分辨度最終是限制於衍射效應，這也是射電望遠鏡的實際限制。若將世界各地的射電望遠鏡連結起來，可大幅度提高方向分辨率（從毫弧秒至微弧秒）。這種方法稱為甚长基线干涉测量，它收集隔離甚遠的望遠鏡所觀測到的信息，藉著調整這些信息的相位，將這些信息耦合在一起。近期，這些望遠鏡已經對太陽所偏折的光波作出超精確度的測量，並對廣義相對論所預測的偏折證實至只有0.03%的誤差水平。要達到如此高的精確度，必須精確測量世界各地望遠鏡的位置。其中一些重要誤差來自地球的章動、自轉、大氣折射、板塊移動及潮汐等等。另一項重要誤差來自日冕對光的折射。不過，這種效應會產生獨特的光譜，而重力對光的扭曲卻與波長無關。因此只要仔細分析並使用不同頻率進行測量，便可以消除這一誤差來源。
太陽的重力扭曲了整個天球（與太陽相反方向的那一點除外）。這項效應已被歐洲空間局的依巴谷衛星觀察到。衛星測量了大約105顆星星的位置，在整個任務期間，它一共給出了大約 3.5×106 個相對位置，準確度一般達到3毫弧秒（8-9級恆星的準確度）。由於垂直於地日方向的恆星就有4.07毫弧秒的偏差，因此幾乎所有恆星都必須進行矯正。如果撇除系統偏差，3毫弧秒的誤差可以降低至0.0016毫弧秒（乘法因子為相對位置數量的平方根）。不過系統偏差把準確度限制在0.3%。
盖亚任务將會對銀河系的十億顆恆星進行普查，並將測量它們的位置至24微弧秒準確度。這將能夠為廣義相對論所預測的光波被太陽重力偏折的效應帶來更嚴格的考驗。

### 重力時間延遲

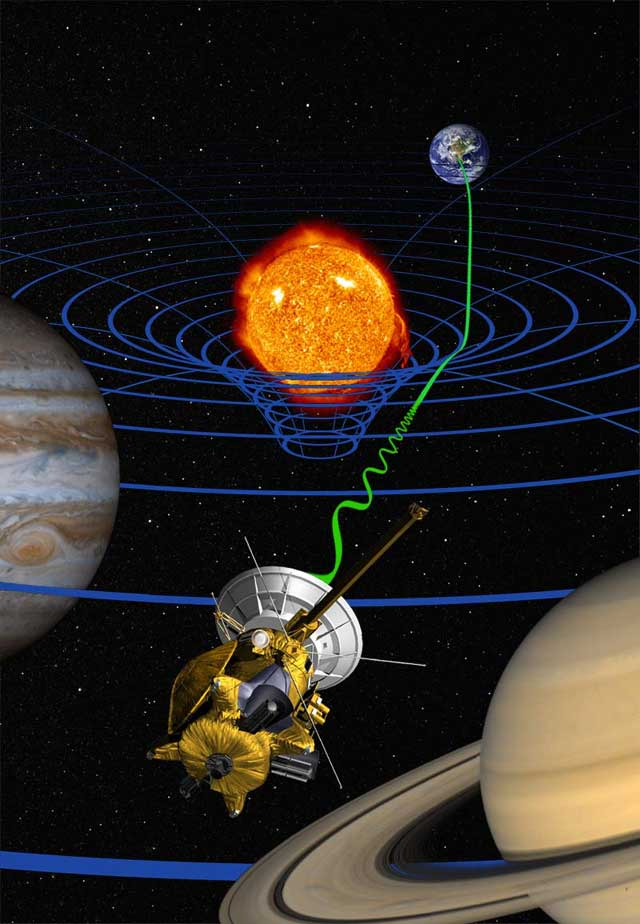
位于土星的卡西尼号向地球发送的信号在太阳的引力场中延迟

1963年，欧文·夏皮罗（Irwin Shapiro）提出另一種可以在太陽系內進行的實驗，稱為夏皮罗實驗。這實驗不同於前述三種古典實驗，因此又稱為第四種檢驗廣義相對論的「古典實驗」。夏皮罗表明，被其它行星反射的雷達信號，其來回時間會出現相對論性時間延遲，這效應稱為引力时间延迟效应。與直線路徑相比較，光子在掠過太陽時彎曲路徑所產生的時間延遲微不足道，但是廣義相對論預測，在光子靠近太陽的重力場時，時間延遲效應會因時間膨脹而逐漸增加。對水星和金星被太陽掩食前後的觀測符合廣義相對論的預測，誤差為5%。更近期的卡西尼-惠更斯号進行類似實驗，結果與廣義相對論相符，誤差只有0.002%。甚长基线干涉测量也測量了木星和土星經重力磁性修正後的引力时间延迟效应。

### 等效原理
最簡單形式的等效原理表明，自由落體在引力場中的軌跡應該與其質量或內在結構無關，前提是物體很小的不能夠攪擾環境或不受潮汐力的影響。厄特沃什實驗（Eötvös experiment）極為精確地證實了這原理。這實驗量度兩個試驗質量的加速度差別。對於這原理、跟物質成分有關的第五力（fifth force）的存在、重力汤川相互作用的存在，涉及到非常強約束。更多內容，請參閱條目第五力和弱等效原理。
強等效原理是強版的等效原理。強等效原理表明，在同樣狀況下，所有自身引力自由落體，像恆星、行星、黑洞等等（因重力吸引而結合在一起）應該會有相同的運動軌跡。這被稱為诺特维特效应（Nordtvedt effect），並已由月球激光测距实验非常精確地證實了。從1969年開始，這實驗持續從地球各處的測距站量度與月球上的反射器的距離，準確度約為1釐米。這實驗對於幾個後牛頓參數給出強約束。
強等效原理的另外一個要求是，牛頓萬有引力常數在時間、空間上都是不變的。許多獨立觀測實驗已經限制了萬有引力常數的可能偏差，但最優良結果之一還是來自月球激光測距實驗，它把常數每年偏差限制在1011分之一以下。

#### 重力紅移
上文列出的第一個古典實驗——重力紅移——是愛因斯坦等效原理的自然後果。愛因斯坦於1907年就已預測出這後果。就其本身而論，雖然它也是一種檢驗廣義相對論的實驗，但它與其它後牛頓實驗有些不同，即任何遵守等效原理的重力理論自然應該會包括重力紅移效應在內。但無論如何，驗證了重力紅移效應，也就驗證了相對論性重力，因為重力紅移的不存在強烈違反了相對論。亞當斯於1925年對於白矮星天狼星B的光譜線位移的測量是對重力紅移最早的觀察。儘管他的實驗結果，以及之後對其他白矮星光譜線的觀測，都符合相對論的預測，但是這些位移仍舊可能是來自於別種原因。因此必須設計與完成更仔細的受控實驗（controlled experiment）。
用地表光源做受控實驗核對重力紅移經歷了幾十年時間，因為準確地測量這效應是件十分困難的事，必須找到適當操作頻率的計時器來測量時間膨脹，又必須找到匹配這頻率的電磁輻射源來測量紅移。直到1960年才做成實驗確認這效應，這實驗應用穆斯堡尔效应能夠生成極細光譜線的性質，測量經由穆斯堡尔效应生成的伽瑪射線光子的波長變化。這項實驗由羅伯特·龐德（Robert Pound）和葛倫·雷布卡（Glen Rebka）進行，之後由龐德和史奈德改進，稱為庞德-雷布卡实验。伽瑪射線量度的準確度一般在1%。1976年，一項高準確重力紅移實驗把一個氫激微波計時器放在火箭上，並發射到一萬公里高空，然後與地面的相同計時器進行比對。實驗驗證了重力紅移，準確度達到0.007%。
雖然全球定位系統（GPS）的設計目的並不包括測試基礎物理理論，但它的計時系統必須要將重力紅移效應納入考量。當第一個人造衛星升空的時候，有些工程師並不認為會觀測到顯著的時間膨脹效應，因此該人造衛星並沒有時間修正的裝置。後來發射的人造衛星都裝有時間修正裝置，並測量出每天38微秒的時間差。這偏差率足以在數小時內大大削弱GPS的功能。
其它未能詳列的測試廣義相對論的實驗包括：1976年發射的引力探測器A（Gravity Probe A）證實，引力和速度能夠影響不同計時器繞著中心質量的軌道運行時的同步化功能；利用環航地球飛機上的原子鐘來測試廣義相對論和狹義相對論的哈斐勒–基亭實驗（Hafele-Keating experiment）；以及未來的等效原理測試衛星（Satellite Test of the Equivalence Principle）。

### 參考系拖拽

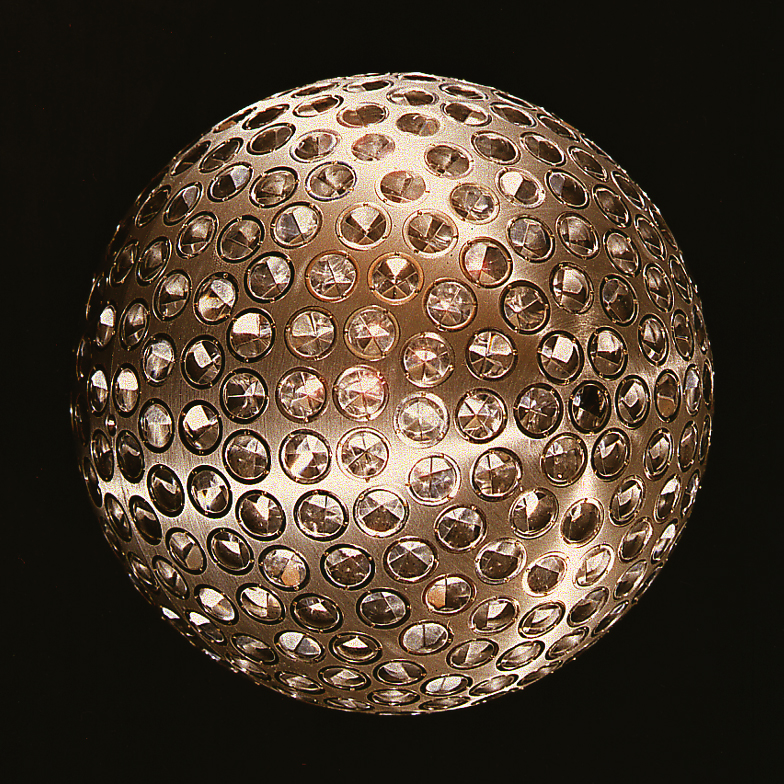
直徑為60 cm的LAGEOS-1衛星

## 強引力場實驗：脈沖雙星

PSR B1913+16公转周期的衰變。红点为实际观察到的值，和广义相对论所预测的衰變值抛物线相符合

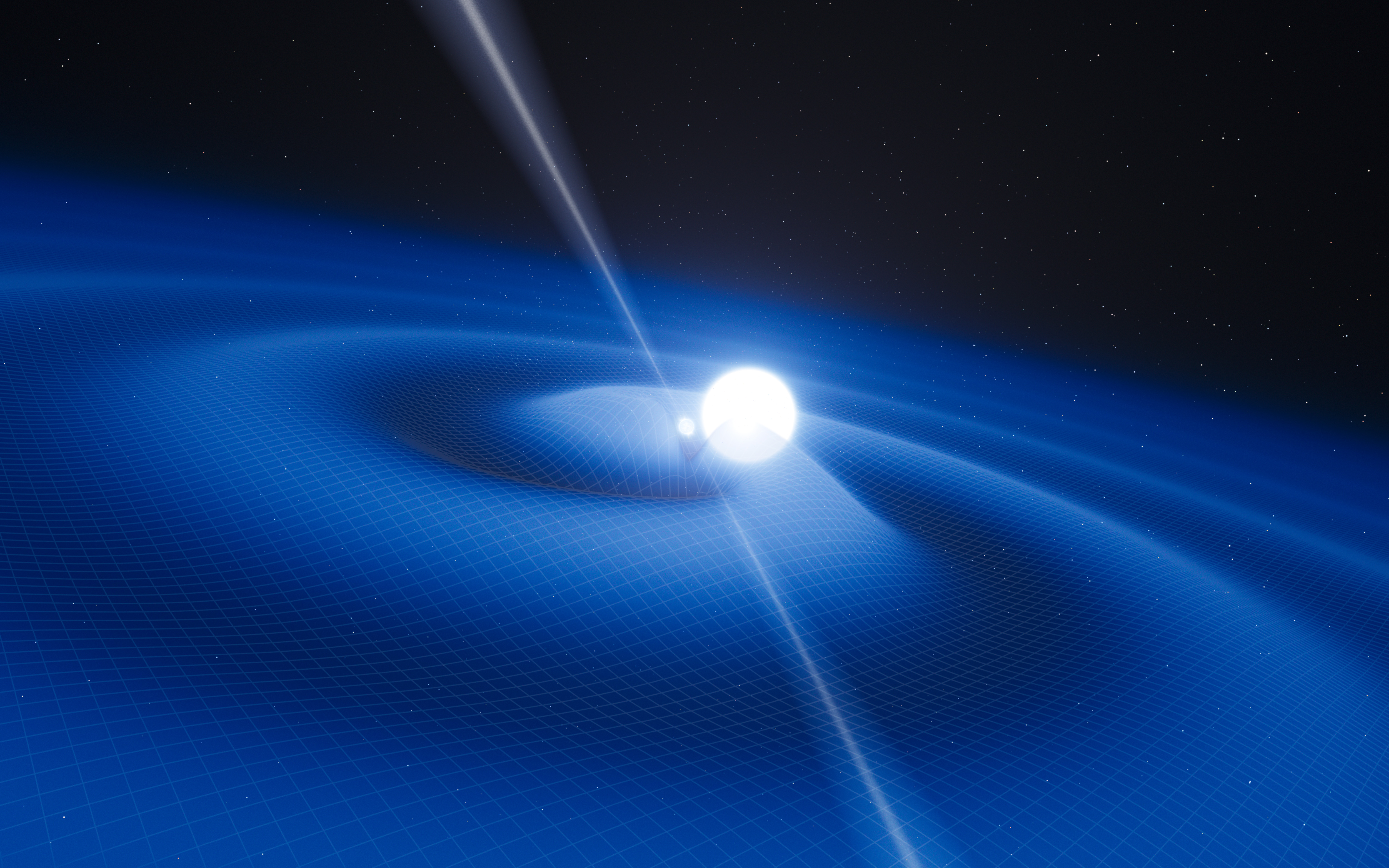
脈衝星PSR J0348+0432與其白矮星同伴在太空中運行的藝術創意圖.